# John S. Abbott
John Stevens Abbott (* 6. Januar 1807 in Temple, Massachusetts; † 16. Juni 1881 in Boston, Massachusetts) war ein US-amerikanischer Anwalt und Politiker, der von 1849 bis 1852 Maine Attorney General war.

## Leben

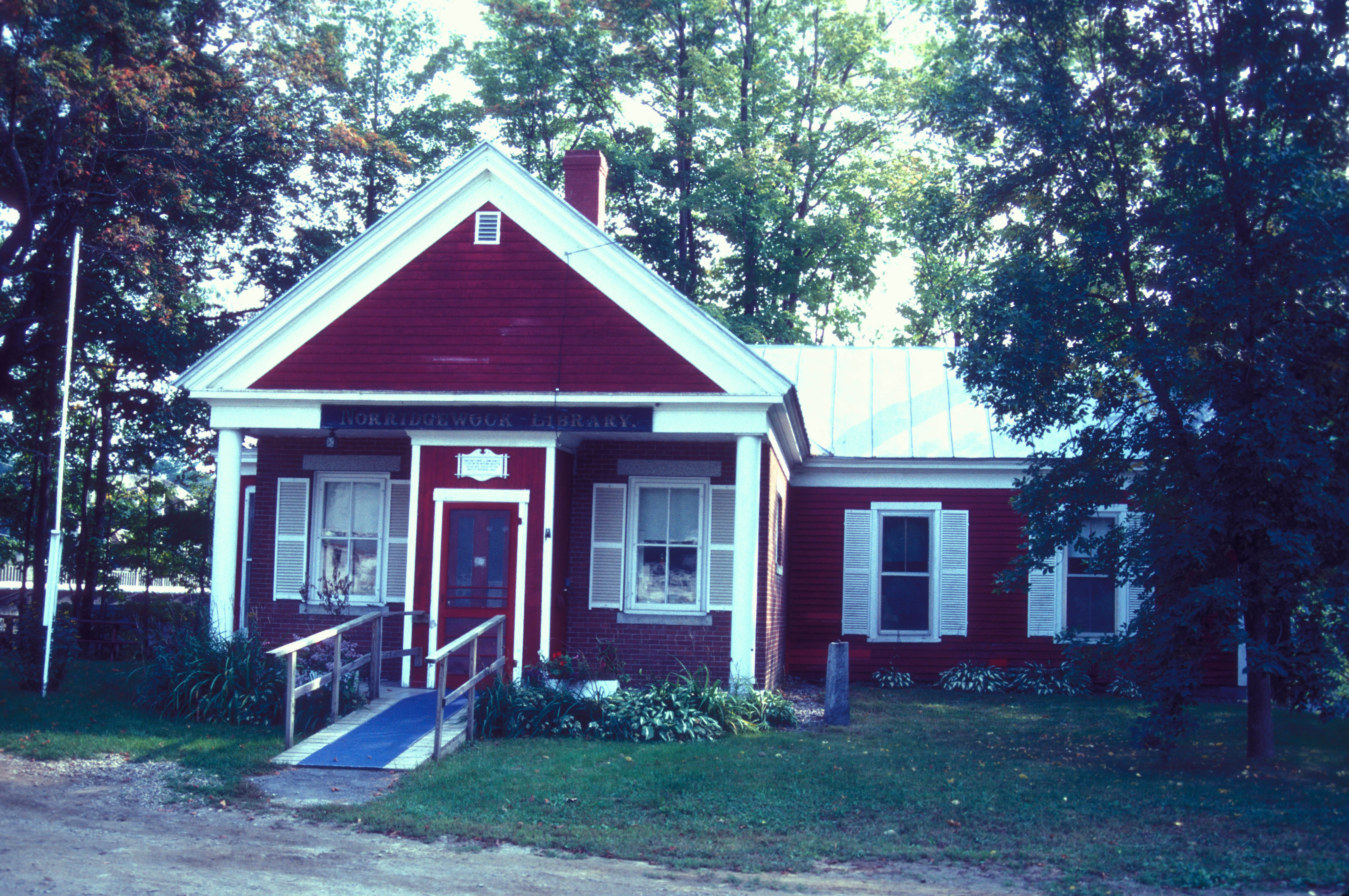
Norridgewock Free Public Library

John Stevens Abbott wurde 1807 in Temple im heutigen Maine geboren. Er besuchte das Bowdoin College und machte dort im Jahr 1927 seinen Abschluss.
Als Mitglied der Republikanischen Partei war er Abgeordneter im Repräsentantenhaus von Maine und im Jahr 1855 Maine Attorney General.
Er gehörte zum Vorstand (Overseer) des Bowdoin Colleges.
Im Jahr 1860 zog er nach Boston, wo er im Jahr 1881 starb.
Sein Wohnhaus in Norridgewock steht heute unter Denkmalschutz und ist beim National Register of Historic Places unter der Nummer 82000780 eingetragen. Das Haus beherbergt heute die Norridgewock Free Public Library.